# Lijst van voetbalinterlands Armenië - Israël (vrouwen)
Deze lijst van voetbalinterlands is een overzicht van alle officiële voetbalwedstrijden tussen de nationale vrouwenteams van Armenië en Israël. De landen hebben tot nu toe drie keer tegen elkaar gespeeld.

## Wedstrijden
| № | Plaats   | Datum            | Competitie                          | Wedstrijd        | Uitslag |
| - | -------- | ---------------- | ----------------------------------- | ---------------- | ------- |
| 1 | Sarajevo | 20 november 2006 | EK 2009 kwalificatie                | Israël − Armenië | 1 − 0   |
| 2 | Armavir  | 29 november 2023 | UEFA Women's Nations League 2023/24 | Armenië − Israël | 0 − 4   |
| 3 | Jerevan  | 2 december 2023  | UEFA Women's Nations League 2023/24 | Armenië − Israël | 1 − 6   |

## Samenvatting
| Competitie                  | Totaal gespeeld | Winst Armenië | Gelijk | Winst Israël | Doelsaldo Armenië – Israël |
| --------------------------- | --------------- | ------------- | ------ | ------------ | -------------------------- |
| EK-kwalificatie             | 1               | 0             | 0      | 1            | 0 − 1                      |
| UEFA Women's Nations League | 2               | 0             | 0      | 2            | 1 − 10                     |
| Totaal                      | 3               | 0             | 0      | 3            | 1 − 11                     |